# Argentine (Doron de Beaufort)
Pour les articles homonymes, voir Argentine (homonymie).
L'Argentine ou torrent de l'Argentine est un torrent de France situé dans les Alpes, en Savoie, dans le massif du Beaufortain. Il prend sa source au col de la Bâthie, au pied de la pointe de la Grande Journée et de la pointe de la Grande Combe, et se dirige vers le nord-est puis le nord après avoir traversé le village d'Arêches-Beaufort pour finir sa course en se jetant dans le Doron à Beaufort.

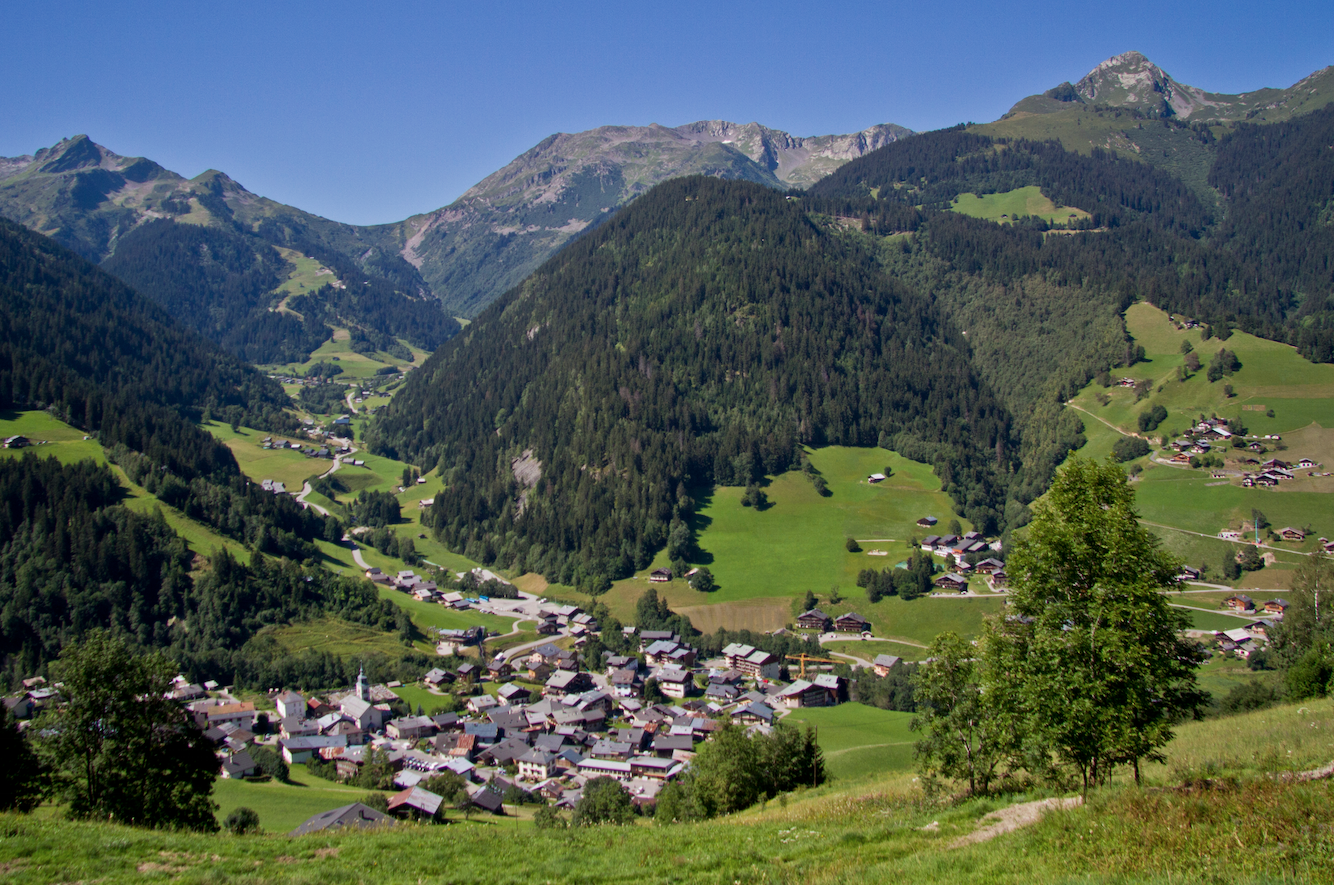
Vue du village d'Arêches-Beaufort dans la vallée de l'Argentine avec dans le lointain le col de la Bâthie ou le torrent prend sa source.